# Byzas

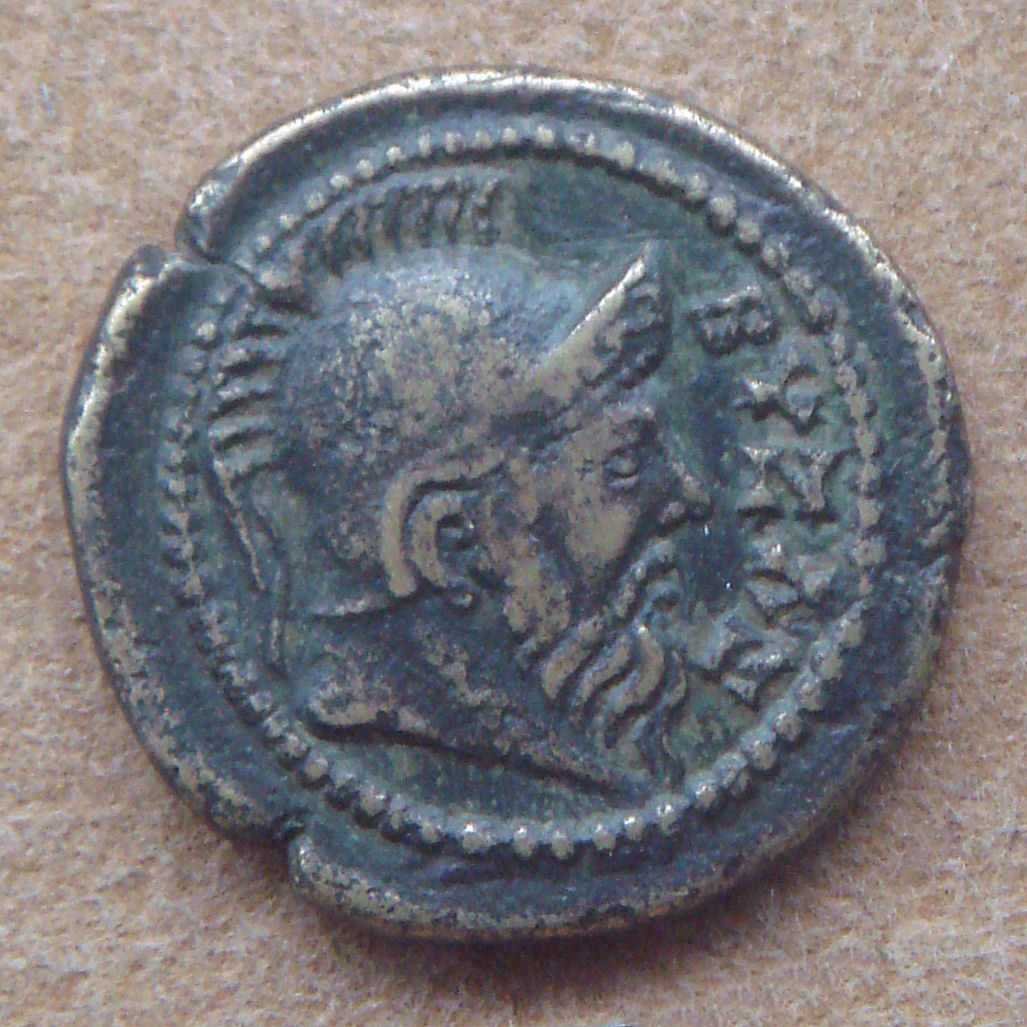
Darstellung des Byzas auf einer Münze aus Byzantion aus dem 2. oder 3. Jahrhundert

Byzas (altgriechisch Βύζας Býzas), auch Byzantas (Βύζαντας Býzantas), war ein sagenhafter dorischer Heerführer aus Megara (daher auch Byzas von Megara oder Byzas der Megarer (Βύζας ὁ Μεγαραῖος Býzas ho Megaraíos oder Βύζας ὁ Μεγαρεύς Býzas ho Megareús)) und Kolonist, dazu gilt er als namensgebender Gründer (Oikistes) der Stadt Byzantion (Βυζάντιον Byzántion, deutsch ‚von Byz[ant]as stammend‘), die später Byzantium (74–197, 217–326), Augusta Antonina (197–217) und ab 326 Konstantinopel hieß und seit 1930 Istanbul heißt.
Byzas stammte der Überlieferung nach aus dem dorischen Megara (Μέγαρα) und war einer der Söhne des sagenhaften Königs Nisos (Νίσος). Vor einer geplanten Erkundungs- und Kolonisierungsreise befragte der König das Orakel von Delphi nach dem besten Ort für eine neue Kolonie. Die Pythia antwortete in zunächst unverständlicher Art, Byzas solle eine Siedlung „gegenüber dem Land der Blinden“ (ἀντὶ [τοῦ τόπου] τῶν τυφλῶν) gründen, ein ihm unbekanntes Land. Er brach mit einer Gruppe von Kolonisten aus seiner Heimatstadt Megara auf und fand im Norden des Marmarameeres gegenüber der Stadt Chalkedon (Χαλκηδών, auf der asiatischen Seite des Bosporus) eine einmalig günstige Stelle für eine Stadtgründung in Form einer hornartigen Landzunge mit einem dahinter liegenden Naturhafen, die bisher niemand als solche erkannt hatte, auch nicht die Gründer und Bewohner des gegenüberliegenden Chalkedons. Das veranlasste Byzas, das Umland der nächstwohnenden Chalkedonier als jenes „Land der Blinden“ des Orakels zu erkennen. So wählte er die südlich des als natürlicher Hafen dienenden Goldenen Horns liegende Landzunge, die deutlich mehr militärische und ökonomische Vorteile als die asiatische Seite bietet, zur Gründung für die nach ihm benannte Stadt Byzantion.
Byzas wird in der griechischen Mythologie auch als sagenhafter thrakischer König und Sohn des Poseidon und der Nymphe Keroessa genannt. Göttervater Zeus verliebte sich in die Tochter des Inachos, Flussgott und König von Argos, namens Io. Zum Schutze vor Heras Zorn verwandelte Zeus die junge Io in eine Färse. Hera bemerkte den Betrug und ließ sie nach deren Flucht aus der Obhut des Argos verfolgen. Io floh durch die Lande, durchquerte das nach ihr benannte Ionische Meer und schwamm von Europa aus durch die Meeresstraße, die seitdem nach ihr Bosporus („Rinderfurt“, von βοῦς boús, deutsch ‚Rind‘, und πόρος póros, deutsch ‚Furt, Meerenge‘) heißt. Nachdem sie später wieder ihre menschliche Gestalt zurückerhalten hatte, gebar sie ihre Tochter Keroessa, eine Nymphe, die dann als Geliebte Poseidons, ihres Onkels, diesem wiederum den Sohn Byzas schenkte. Dieser gründete die nach ihm benannte Stadt Byzantion auf der Spitze der Landzunge südlich des von ihm nach seiner Mutter Keroessa benannten Meeresarmes Chrysokeras (Χρυσὸν Κέρας, zusammengezogen Χρυσοκέρας „Goldenes Horn“).
Nach Byzas ist eine Publikationsreihe der Abteilung Istanbul des Deutschen Archäologischen Instituts benannt.